# Юнган
Юнган, або Юнґан (швед. Ljungan) — річка у центральній частині Швеції. Довжина річки становить 350 км, площа басейну — 13100 км² (за іншими даними — близько 12850 км²). Бере початок біля східних схилів Скандинавських гір, проходить через кілька озер, утворює багато порогів і водоспадів. Впадає у Ботнічну затоку Балтійського моря біля міста Свартвік. Живлення переважно снігове, середня витрата води 137,6 м³/с. Замерзає на 6 — 7 місяців. На Юнган зведено 14 ГЕС.
Річкою до побудови ГЕС здійснювався сплав лісу.

## ГЕС
На річці Юнган зведено 14 ГЕС з загальною встановленою потужністю 479 МВт й середнім річним виробництвом близько 1979 млн кВт·год. На гідроелектростанціях використовуються турбіни двох типів — радіально-осьові (турбіни Френсіса) і обертово-лопатеві (турбини Каплана).
| №  | Назва | Назва швед- ською | Роз- ташуван- ня | Рік введен- ня в дію | Встанов- лена потуж- ність, МВт | Середнє річне вироб- ництво, млн кВт·год | Висота падіння, м |
| -- | ----- | ----------------- | ---------------- | -------------------- | ------------------------------- | ---------------------------------------- | ----------------- |
| 1  |       | Flåsjö            |                  | 1974                 | 20                              | 73                                       |                   |
| 2  |       | Trång- forsen     |                  | 1974                 | 73                              | 258                                      |                   |
| 3  |       | Rätan             |                  | 1968                 | 60                              | 238                                      |                   |
| 4  |       | Turinge           |                  | 1962                 | 18                              | 85                                       |                   |
| 5  |       | Bursnäs           |                  | 1962                 | 8                               | 27                                       |                   |
| 6  |       | Kölsillre         |                  | 2006                 | 1                               | 6                                        |                   |
| 7  |       | Järnvägs- forsen  |                  | 1976                 | 100                             | 420                                      |                   |
| 8  |       | Parteboda         |                  | 1960                 | 35                              | 170                                      |                   |
| 9  |       | Hermans- boda     |                  | 1962                 | 12                              |                                          |                   |
| 10 |       | Ljunga            |                  | 1973                 | 59                              | 270                                      |                   |
| 11 |       | Nederede          |                  | 1958                 | 16                              | 65                                       |                   |
| 12 |       | Skallböle         |                  | 1950                 | 46                              | 195                                      |                   |
| 13 |       | Matfors           |                  | 1982                 | 21                              | 93                                       |                   |
| 14 |       | Viforsen          |                  | 1982                 | 10                              | 79                                       |                   |